# Federico Magallanes
Federico Magallanes (* 28. August 1976 in Montevideo) ist ein ehemaliger uruguayischer Fußballspieler.

## Verein
Stürmer Pelusa Magallanes begann seine Karriere als Fußballspieler in Uruguay beim CA Peñarol. Dort debütierte er im Alter von 18 Jahren unter Trainer Gregorio Pérez bei der mit 3:0 gewonnenen Partie gegen Progreso in der Primera División. 1996 schloss er sich dem italienischen Verein Atalanta Bergamo an. Dort brach er sich jedoch kurze Zeit später das Knie. Dennoch konnte er nach langer Pause anschließend dort überzeugen. Im Juni 1998 wechselte er zum seinerzeit von José Antonio Camacho trainierten Real Madrid, was für ihn zwar in wirtschaftlicher Hinsicht einen Erfolg bedeutete, jedoch einen sportlichen Knick in seiner Karriere einleitete. Bereits 22 Tage nach seiner Ankunft im Verein wurde der Trainer durch Guus Hiddink ersetzt. Bei Real Madrid kam Magallanes jedoch nicht zum Einsatz und im Januar 1999 wechselte er auf Leihbasis zu Racing Santander. Dort erzielte er in 19 Spielen einen Treffer. Bei den Spaniern bestand jedoch zunächst kein Interesse an einer weiterführenden Ausleihe, so dass er zurück nach Uruguay ging und bei Defensor Sporting spielte. Dort konnte er im Jahr 2000 an der Seite von Spielern wie Marcelo Tejera, Eliomar, Ederson und dem am Anfang seiner Karriere stehenden, jungen Diego Pérez überzeugen und trug als erfolgreicher Torschütze mit 13 Treffern bzw. 19 Toren in Apertura, Clausura und Liguilla insgesamt dazu bei, dass der Verein sich für die Copa Libertadores qualifizierte. Zudem belebte dies seine Nationalmannschaftskarriere, die unter der zurückliegenden Entwicklung gelitten hatte. Anschließend kehrte er nach Santander zurück. Erneut blieb er aber mit drei Treffern nach seiner Rückkehr hinter den Erwartungen zurück und war oft nur zweite Wahl. Sein Klub beendete die Spielzeit zudem als Absteiger. Sodann wechselte er wieder den Verein und ging zum AC Venedig. Danach wechselte er zum FC Turin. Mit beiden italienischen Vereinen stieg er ab. Sodann trainierte er bei Albacete in der Grupo XVII der Tercera División, um in Form zu bleiben. José María del Nido verpflichtete ihn Anfang Februar 2004 bis zum 30. Juni 2004 auf Leihbasis für den seinerzeit von Joaquín Caparrós trainierten FC Sevilla, wo er in fünf Spielen einen Treffer erzielte. Nachdem Sevilla keinen Wert mehr auf seine Dienste legte trainierte er drei Monate bei Albacete B mit. Im Januar 2005 unterzeichnete er dann einen Vertrag bei Eibar. Mit dem Verein stieg er in die Segunda B ab. Anschließend spielte Magellanes beim Dijon FCO. Die nächste Station war UD Mérida. Ende 2008 beendete er seine Karriere. Den Verein verließ er im März 2009.

## Nationalmannschaft
Magallanes spielte für die uruguayische U-17 und nahm an der U-17-Südamerikameisterschaft teil. Am 20. September 1995 debütierte Magallanes bei der 1:3-Niederlage im Freundschaftsländerspiel gegen Israel in der uruguayischen A-Nationalmannschaft. Sein letztes von insgesamt 26 Länderspielen absolvierte er am 6. Juni 2002. Er erzielte sechs Tore für die Celeste. Er nahm an der Copa América in Paraguay teil. Magallanes spielte auch bei der Fußball-Weltmeisterschaft 2002 in Japan und Südkorea mit.